# Krasoňovice (Černíny)
Krasoňovice (německy Krasoniowitz) je malá vesnice, část obce Černíny v okrese Kutná Hora. Nachází se asi čtyři kilometry severně od Černín. Vesnicí protéká Krasoňovický potok. Prochází tudy železniční trať Kutná Hora – Zruč nad Sázavou.
Krasoňovice leží v katastrálním území Bahno o výměře 4,03 km².

## Historie
První písemná zmínka o vesnici pochází z roku 1389.

## Fotogalerie

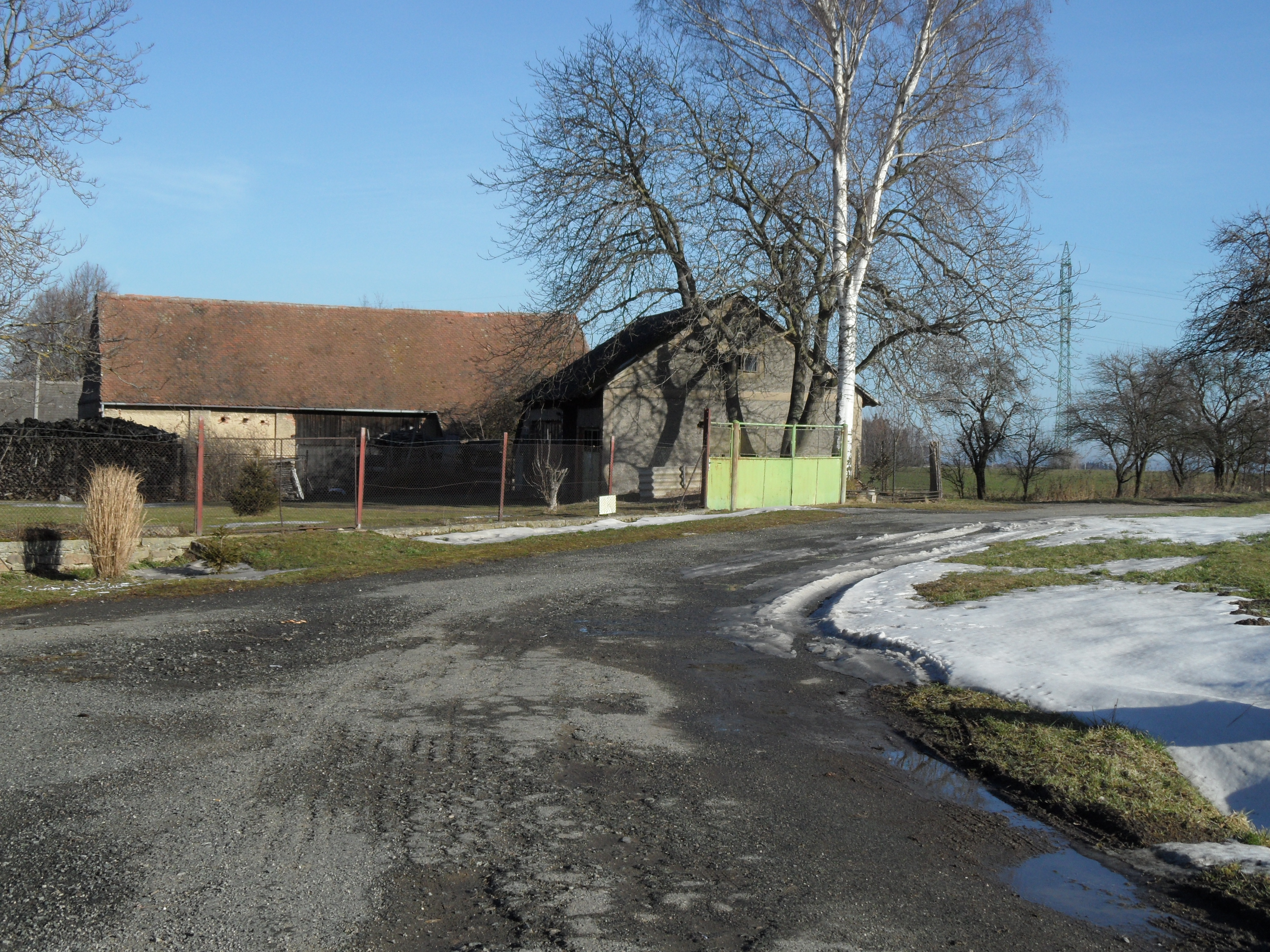
Východní část vesnice
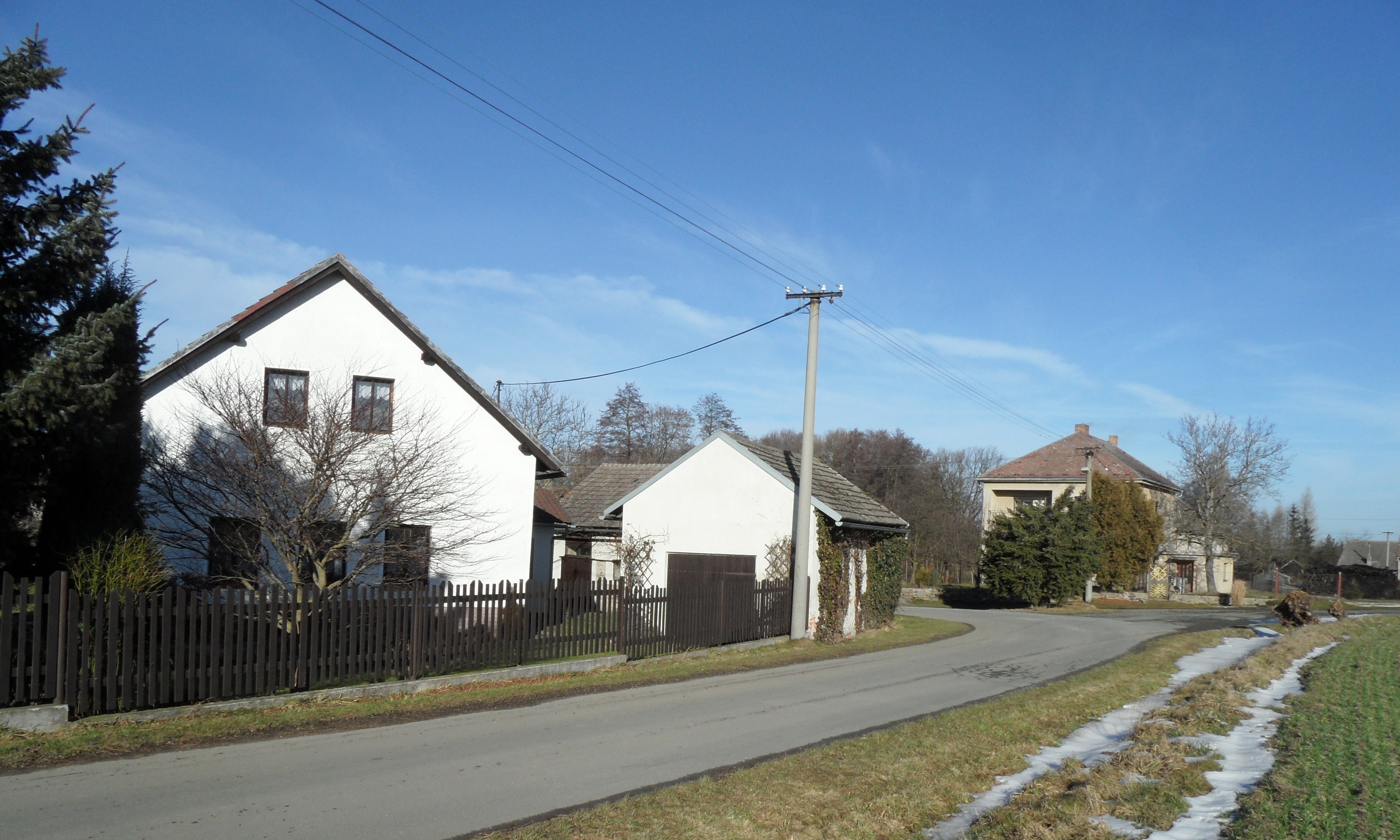
Příjezd do vesnice z Bahna
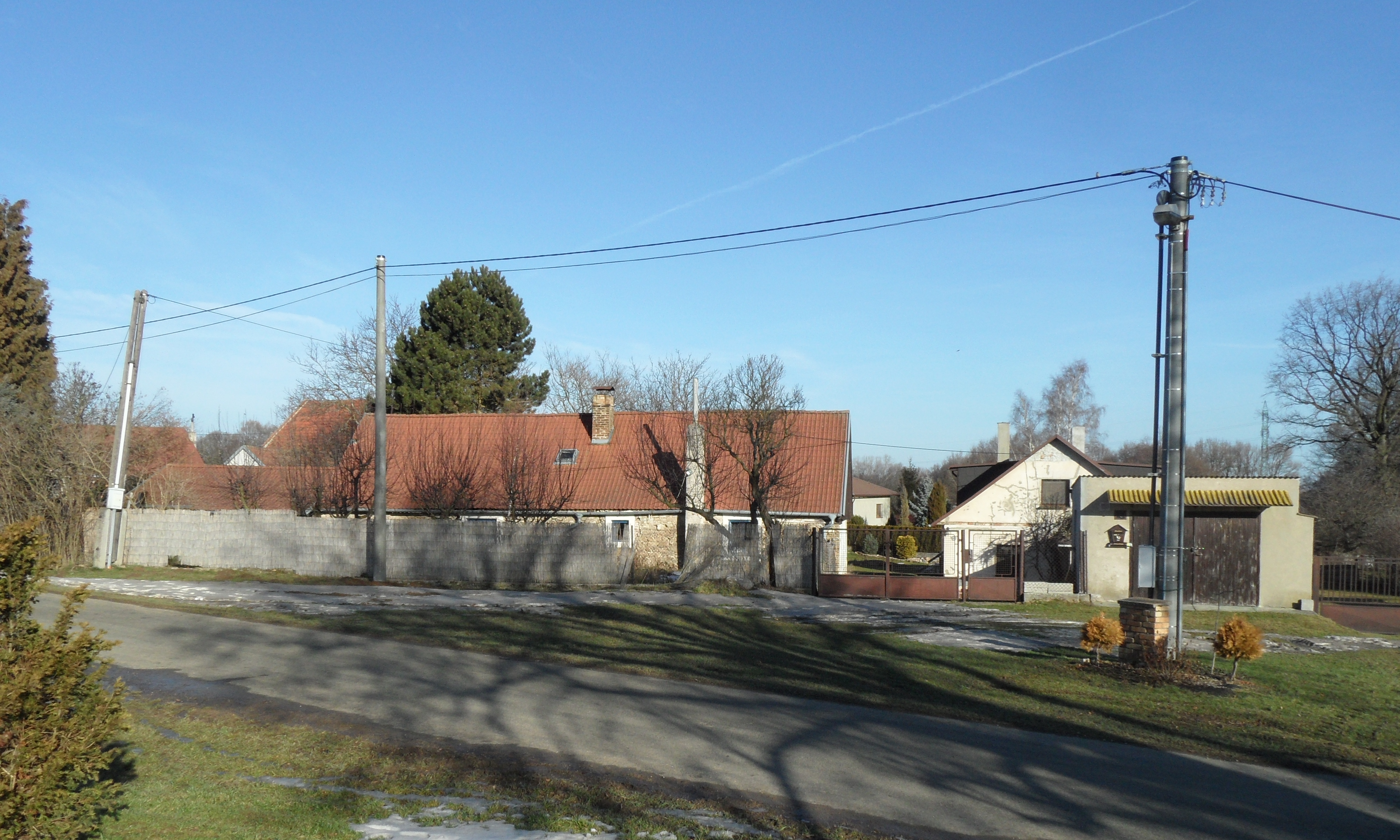
Střed vesnice
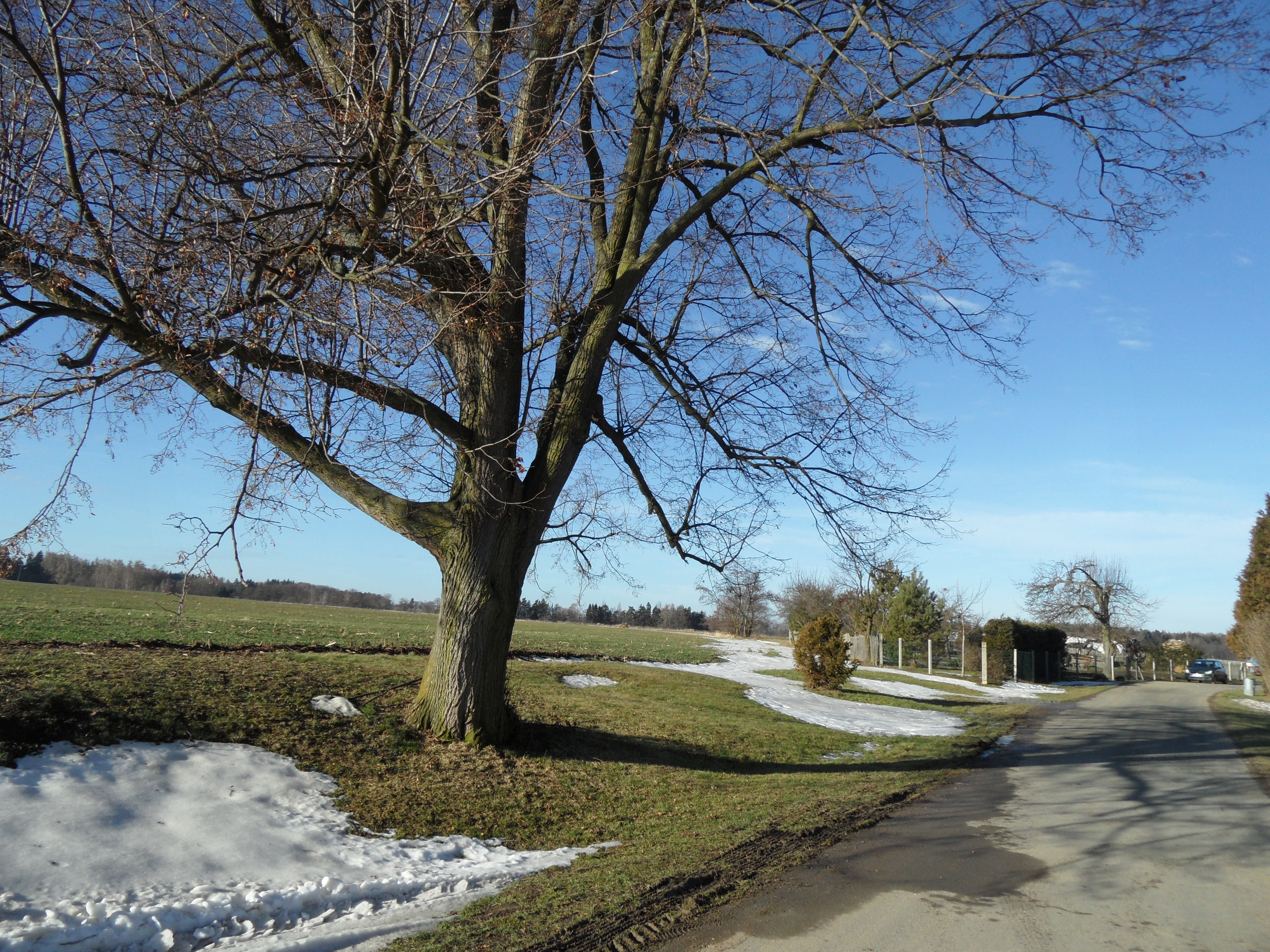
Pohled ze středu vesnice směrem k železniční zastávce
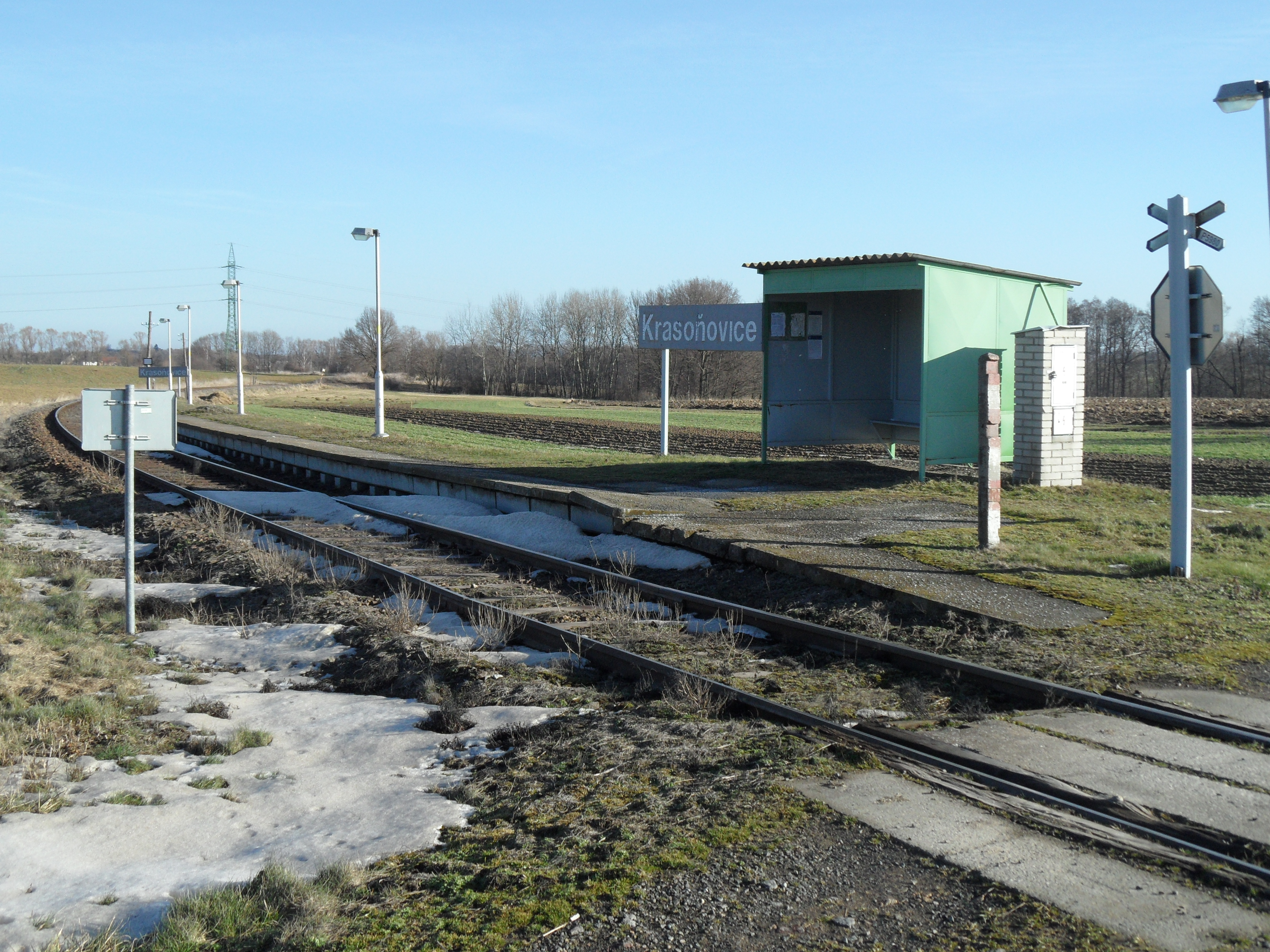
Železniční zastávka (na trati Kutná Hora – Zruč nad Sázavou)
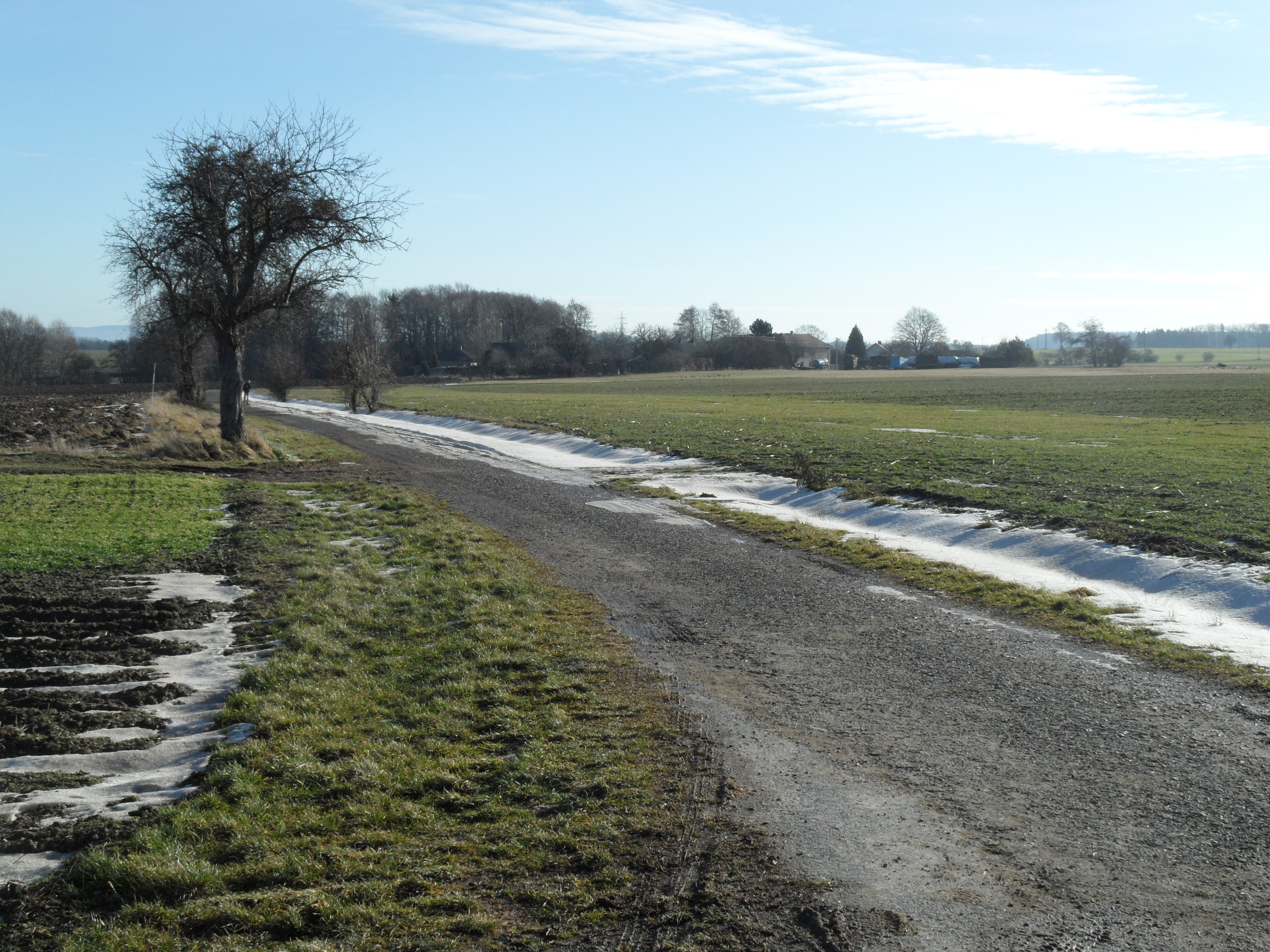
Pohled od železniční zastávky směrem na obec
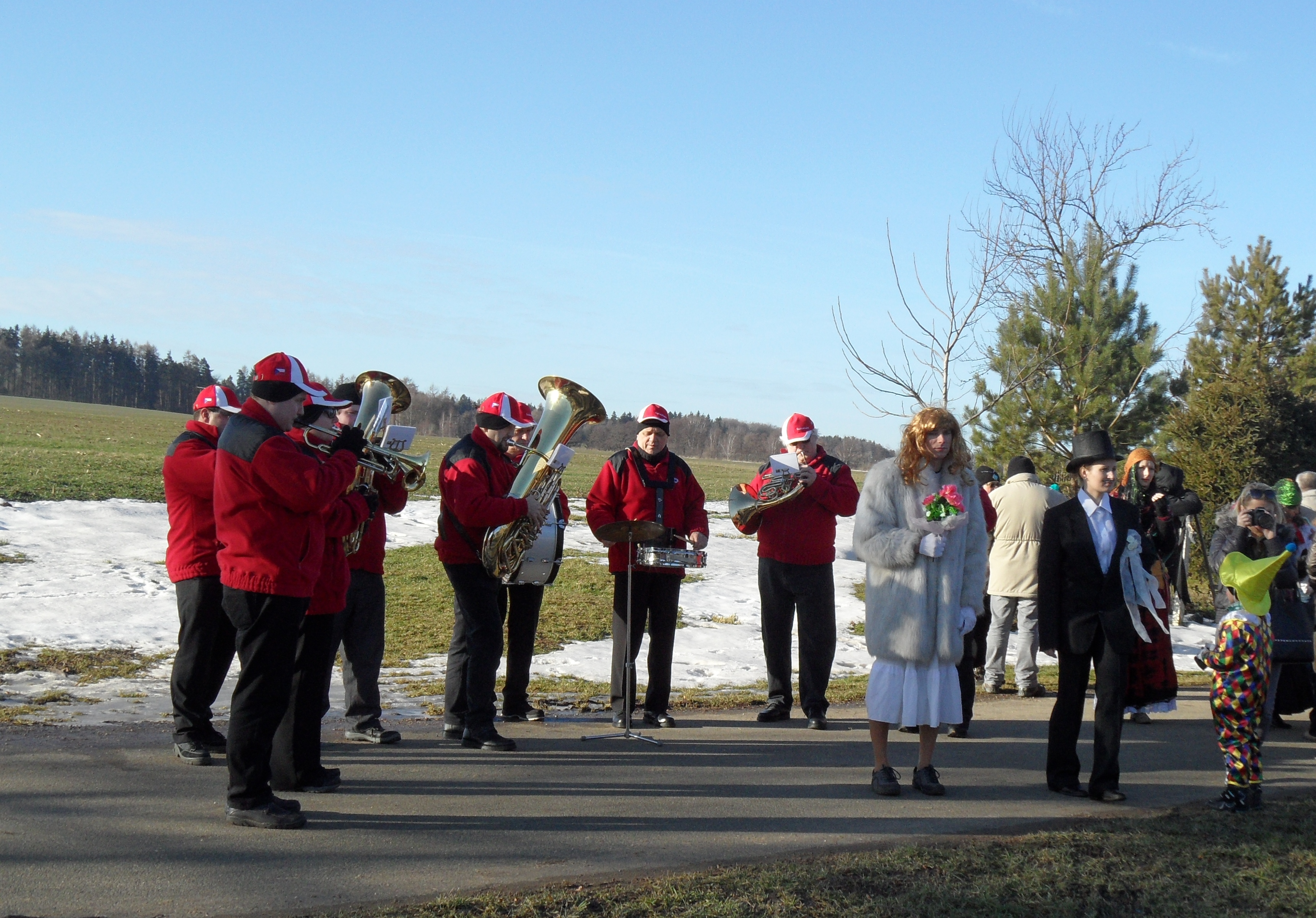
Masopust: průvod masek